# Protapanteles nivalis
Protapanteles nivalis är en stekelart som först beskrevs av Papp 1983.  Protapanteles nivalis ingår i släktet Protapanteles och familjen bracksteklar. Inga underarter finns listade i Catalogue of Life.